# Trudi Roth
Gertrud «Trudi» Roth (* 2. April 1930 in Basel; † 11. Juni 2016 in Zürich) war eine Schweizer Schauspielerin und Kabarettistin.

## Leben
Trudi Roth trat zu Beginn ihrer Laufbahn als Kabarettistin auf: ab 1947 im von César Keiser gegründeten Basler Cabaret Kikeriki, von 1953 bis 1957 in Düsseldorf als Ensemble-Mitglied am Kom(m)ödchen. Später spielte sie zahlreiche komische Theaterrollen, vorwiegend in Schweizer Dialektkomödien wie etwa Demokrat Läppli (Wiederaufführung 1975). Am Schweizer Fernsehen wurde sie besonders durch ihre Darstellung der spleenigen «Tante Martha» in Fascht e Familie und mit De Tag isch vergange berühmt. Zusammen mit Elisabeth Schnell und Sylvia Lydi spielte sie im Stück Huusfründe von Charles Lewinsky, das am 14. Oktober 2010 im Bernhard-Theater uraufgeführt wurde. Sie lebte in Zürich und starb nach langer Demenz-Krankheit im Juni 2016 im Alter von 86 Jahren.

## Auszeichnungen
- Prix Walo 1995 Fascht e Familie.[3]

## Filmografie
- 1960: Schlager-Raketen
- 1961: Heute gehn wir bummeln
- 1962: Der 42. Himmel
- 1968: Sommersprossen
- 1980: Theo gegen den Rest der Welt
- 1994–1999: Fascht e Familie (Fernsehserie)
- 2002: Bürgerbüro (Fernsehserie)
- 2004: Flamingo (Fernsehserie)